# Cheile Râmețului
Cheile Râmețului alcătuiesc o arie protejată de interes național ce corespunde categoriei a IV-a IUCN (rezervație naturală de tip mixt), situate în estul Munților Trascău (județul Alba), nu departe de Mănăstirea Râmeț.

## Etimologie
“Chei” (conform DEX) = vale îngustă, lipsită de albie majoră, între doi pereți abrupți, unde apa râului, întâlnind roci compacte, exercită o puternică eroziune în adâncime.

## Descriere
Rezervația naturală „Cheile Râmețului”, reprezintă două masive  săpate în calcare mezozoice jurasice (marne, gresii conglomerate, bazalte), o zonă de chei, cu multe forme carstice (doline, turnuri, peșteri, masive de grohotișuri, turnuri, creste), înconjurate de păduri, pajiști și fănețe.

Modelare 3D a Cheilor Râmețului

Un traseu turistic marcat facilitează parcurgerea cheilor, pornind de la mănăstire și ajungând în satul Cheia.

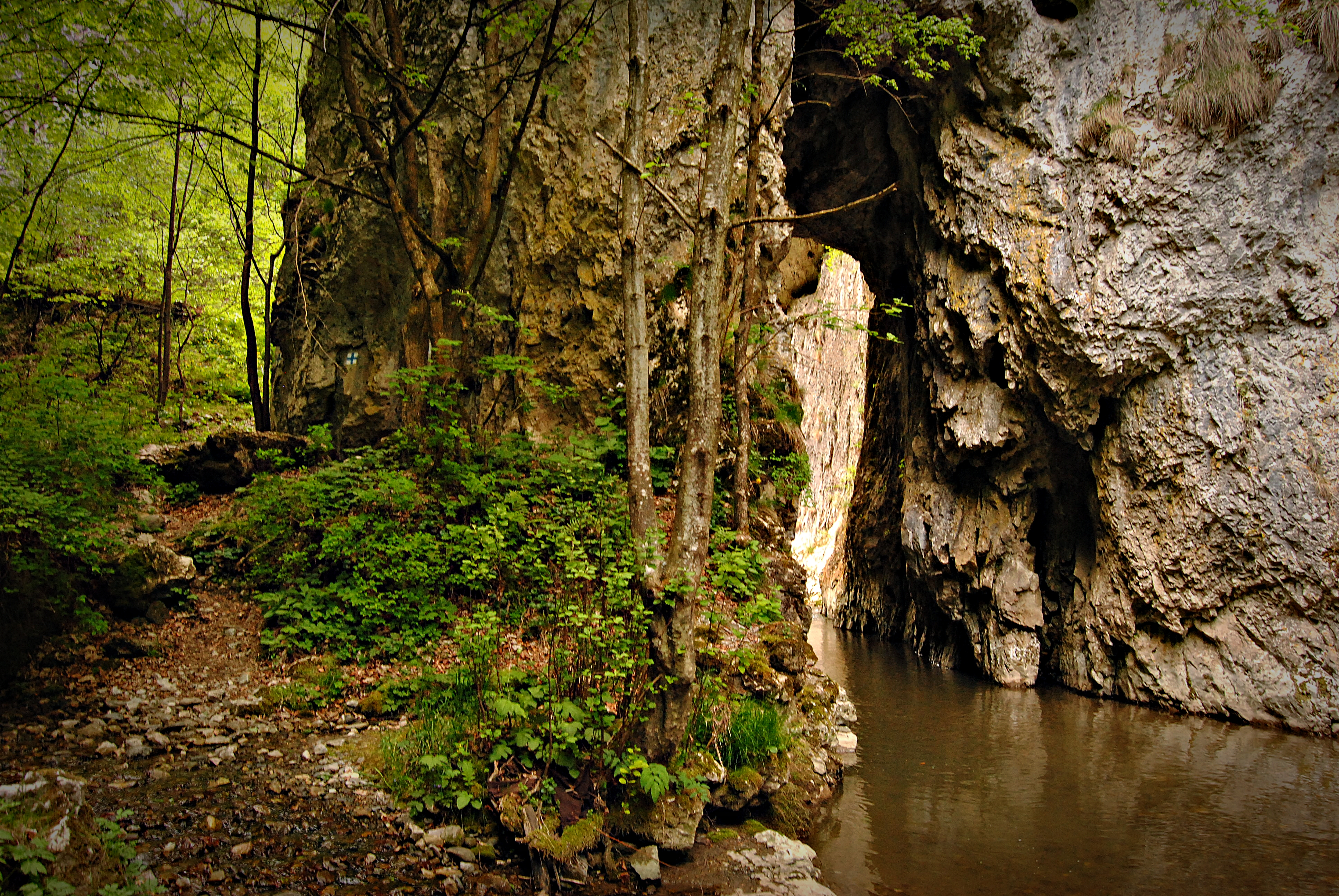
Cheile Râmeţului (Foto: Andrea Turei, 2011)

Extras din „Fișa Rezervației Naturale Cheile Râmețului”, anexă la Hotărârea Consiliului Județean Alba nr. 20/1995:
„Rezervație naturală complexă. Reprezintă un peisaj pitoresc și foarte puțin modificat de om, modelat în calcare, care conservă o serie de plante rare.
Situația administrativă: Comuna Râmeț, satul Cheia.
Forma de proprietate și modul de folosință a terenului: Terenurile pe care este declarată rezervația naturală sunt proprietate de stat (Consiliul local) și parțial domeniu particular. Sunt terenuri neproductive (stâncărie).
Poziția geografică: Cheile Râmețului sunt situate în partea central-estică a Munților Trăscnului, pe cursul mijlociu al Văii Geoagiului, numită în aval Valea Mănăstirii, iar în amonte Valea Mogoșului. Altit. max. 1139 m, altit. min., 530 m.
Coordonatele: 46°17'30" lat.N; 23"23'40" long.E.
Căi de acces: Accesul spre rezervație se face pe DC 73 din Teiuș spre mănăstirea Râmeț, sau pe DJ 107 din Aiud până în localitatea Brădești -Comuna Râmeț. Intrarea în chei este foarte dificilă deoarece pe o distanță de cea. 1 km ele pot fi străbătute numai prin apa râului.
Sprafața și limite: 150 ha. În partea de est și de vest rezervația este delimitată de glacisul care înconjoară versanții abrupți ai masivelor calcaroase Uzmezeu la nord, Fundoi la sud și coboară vertiginos în Valea Geoagiului. Limita nordică este formată de liziera ce desparte marginea abruptui calcaros de pădurea din apropiera cotei de 1135 m și se continuă spre est și spre vest la marginea abruptului. Limita sudică o constituie margmea unui mic platou calcaros cuprins între cotele 1153 m și 1166 m, dominate de vârful Piatra din Chei (1189 m). 
Anul înființării și documentul de constituire : 1969, Decizia 175/1969 a Comitetului Executiv al Consiliului Popular Județean Alba; Hotărârea Consiliului Județean Alba nr. 20/1995; Legea 5/2000 privind amenajarea teritoriului național -Secțiunea III, Zone protejate.
Geologia: Calcare masive de vârstă jurasic superioară. În vestul ei predomină conglomerate, gresii, mame și mamocalcare cretacice, iar în est bazalte mezozoice.
Relieful este reprezentat prin cele două masive calcaroase Uzmezeu la nord, ce culminează la ll35m și se continuă print-o înșeuare cu Vf. Tarcău (121 7 m) și Fundoi la sud care este dominat de Vf. Piatra din Chei (1189 m) și de Vf. Vulturu (1166 m). Ca urmare a intensei carstificări se întâlnește o întreagă gamă de forme: versanți abrupți și golași, vârfuri ascuțite și sub formă de turnuri, creste, doline, peșteri, portaluri și ulucuri, precum și numeroase acumulări deluvio-coluviale sub fomă de grohotișuri și blocuri.
Clima este influențată de circulația maselor de aer atlantice, de altitudinea relativ joasă la care se află rezervația și de o serie de particularități locale. Temperatura medie anuală oscilează între 6 și 8°C. Temperatura medie a lunii iulie oscilează între l6 și l8°C, iar cea a lunii ianuarie între -3 și -4°C.  Amplitudinea medie anuală atinge 18 - 20°C. Precipitațiile medii anuale sunt cuprinse între 700 și 800 mm, atingând în zonele mai înalte 1000 mm.
Hidrografia: În cuprinsul rezervației este destul de activă circulația subterană. Rezervația este străbătută de râul Geoagiu (Mănăstirii) care traversează Cheile Râmețului și colectează pâraiele Brădeștilor și Pravului la vest și pârâul Vulturlui la sud-est, precum și alte pâraie mai mici cu scurgere temporară.
Soiurile predominante sunt rendzinele, cu apariția la zi a grohotișurilor și stâncăriilor calcaroase. Pereții cheilor sunt lipsiți de stratul de sol iar pe unele polițe sau brâne s-au dezvoltat solmi humico-calcice, foarte subțiri, constituite dintr-o pâslă de rădăcini și resturi organice. Pe rocile necarbonatice s-au format soiuri brune acide, brune podzolite brune podzolite și litosoluri.

Vegetația: Rezervația se află în etajul pădurilor de amestec de fag (Fagus silvatica) cu gorun(Quercus petraea). În cuprinsul cheilor își găsesc condiții optime de dezvoltare o gamă largă de elemente floristice, realizându-se un interesant amestec de specii cu diferite cerințe ecologice. Astfel, alături de unele specii alpine ca Ranunculus oreophilus, Arabis alpina, Saxifraga paniculata, Aster alpinus, Leontopodium alpinum, se găsește un număr mare de elemente termofile între care: Silene bupleuroides, Linum flavum, Sorbus graeca, Allium flavum și carpato-balcanice - Taraxacum hoppeanum etc. Marele interes științific acordat Cheilor Râmețului rezidă în numeroasele specii endemice sau rare ce se întâlnesc aici și a căror semnificație fitogeografică este deosebită. Așa sunt, de exemplu, speciile endemice: Dianthus kitaibelii ssp. spiculifolius, Silene dubia, Aconitum moldaicum, Hepatica transsilvanica, Cardamine glanduligera, Viola jooi, Sorbus dacica, Cephalaria radiata, Campanulu rotundifolia ssp. kladniana, Centaurea pinnatifoida, Cirsium furiensis etc., precum și o serie de specii rare ca: tisa (Taxus baccata), priboiul (Ceranium macrorrhizum), papucul doamnei (Cypripedium calceolus), Aquilegia nigricans ssp. subscaposa, Viola hiflora, Geranium macrorrhizum, Sparganium neglectum etc.”

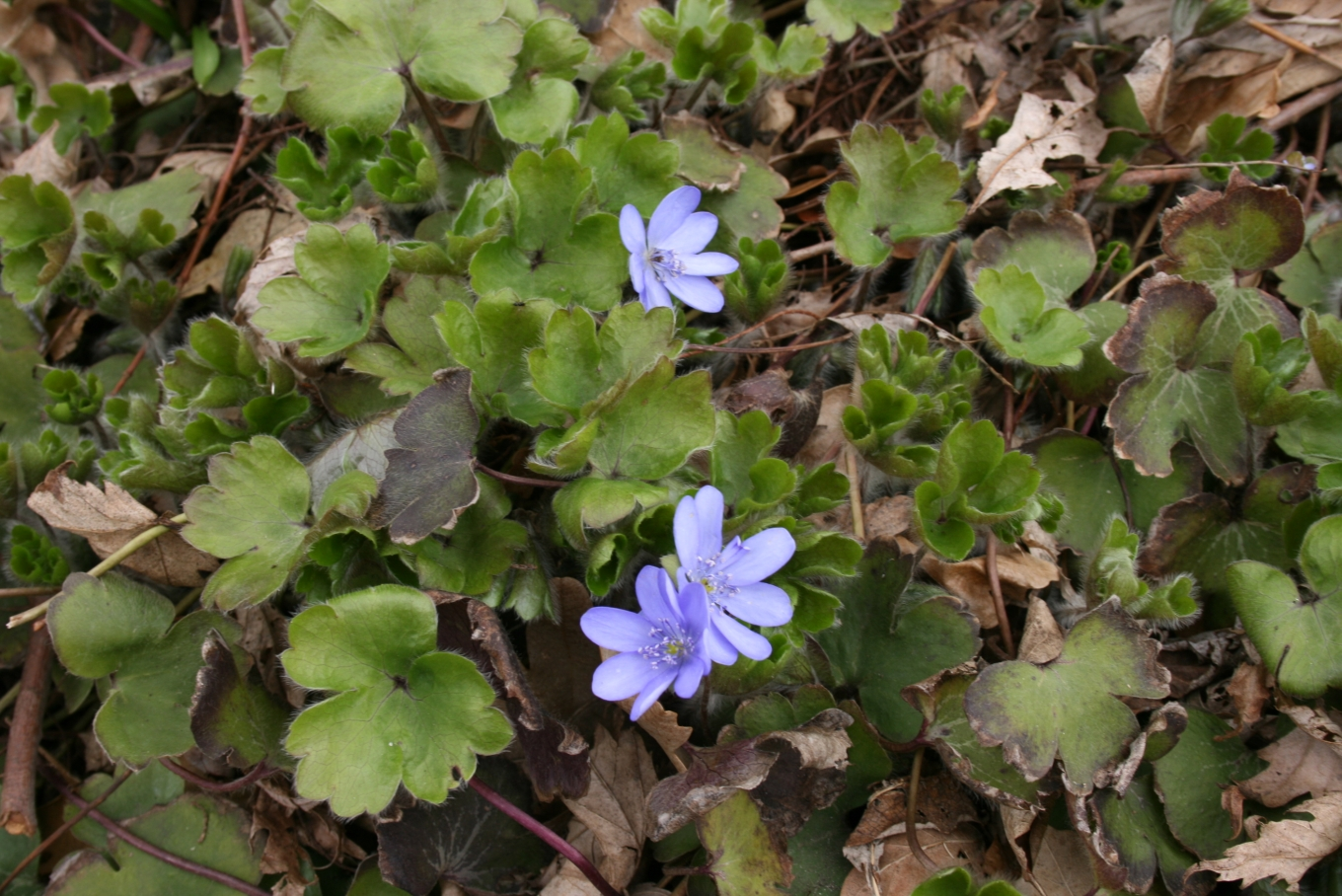
Crucea voinicului (Hepatica transsilvanica)

## Reportaje
- VIDEO Colț de rai: Valea Râmețului, ținutul fără timp, 27 martie 2011, Adevărul
- Cheile Rametilor, 26 octombrie 2006, Evenimentul zilei